# Eurypegasus draconis
Eurypegasus draconis är en fiskart som först beskrevs av Carl von Linné 1766.  Eurypegasus draconis ingår i släktet Eurypegasus och familjen Pegasidae. IUCN kategoriserar arten globalt som otillräckligt studerad. Inga underarter finns listade i Catalogue of Life.